# ヴェロニカ・マッジオ
ヴェロニカ・マッジオ（出生名 ヴェロニカ・サンドラ・カリン・マッジオ , Veronica Sandra Karin Maggio,1981年3月15日-)は、スウェーデン、ウプサラ生まれのシンガーソングライター。2006年にユニバーサルミュージックからシングル「Dumpamig」でデビュー。 アルバム『Vattenochbröd』（2006）は商業的成功を収めた。シングルヒット曲として「Måndagsbarn」(2008年)、「Jag kommer」(2011年)、「Hornstullsstrand」(2019年)がある。 また、他のアーティストへの楽曲提供も行っており、同国の歌手アヴィーチーのヒット曲「ヘイブラザー」の共作でも知られる。

## 経歴
1981年3月15日、スウェーデンのウプサラでスウェーデン人母とイタリア人父の元に生まれる。ウプサラにあるUppsala Musikklasser primary schoolに通い、同じくウプサラのBolandgymnasietで音楽を学ぶ。また、Solitudeというバンドでリードシンガーを担当し、バンドメンバーはDaniel Fredriksson, Marcus "Gonzo" Berglund, Karl Jansson, Kristoffer Hoflund.

## 音楽活動

### 2006〜07：Vatten och bröd
2006年3月にデビューシングル"Dumpa mig"をリリースし、まもなくしてミュージックビデオがZTV（テレビ局）の週間ヒット曲に選ばれる。また、セカンドシングルであるNöjdを発表したのちユニバーサルミュージックと契約を結び、2006年夏にスウェーデンのテレビ局であるTV4により行われる音楽ライブツアーに出演している。彼女のデビューアルバムである"Vatten och bröd"では歌詞と音楽をStefan Gräslundが手がけ、収録曲であるVi har, vi harのラップのパートはLKMで知られるラッパーのKristoffer Malmstenによって手がけられた。このことについてマッジオは、"私はとても若い頃に英語で歌詞を書き始めたけれど、まだ十分に満足できるほどではなかった" "当時は聞いたことを真似していて、自分自身のアイデンティティを見つけることはできなかった"と2016年に語っている。

### 2008〜10：Och vinnaren är...
2008年3月26日、彼女はOskar Linnrosと共に作詞、収録をしたアルバムOch vinnaren ärをリリース。
2009年にはシングル曲Måndagsbarnでノルウェーとデンマークで大ヒットを生み、ノルウェーの音楽チャートで1位を獲得、同じくノルウェーのラジオ曲NRK P3でもOch vinnaren ärがトップ40アルバムリストにノミネートされている。
2010年にPetterと彼のアルバムである"Längeren"収録曲の"En räddare i nöden"で共演している。

### 2011〜12：Satan i gatan
2011年、サードアルバムであるSatan i gatanをリリースし、Christian WalzとMarcus Krunegårdとコラボしている。このアルバムはスウェーデンとノルウェーの音楽チャートで1位を獲得、シングル曲である"Jag kommer"も同様の結果を残した。同年夏秋にスウェーデン、ノルウェー、デンマークでツアーを行い、2012年にはフィンランドで開催されたRuisrockfestivalに出演している。

### 2013〜現在
2013年10月4日、彼女の4枚目のアルバムとなるHanden i fickan fast jag bryr migをリリース。このアルバムにはスウェーデンの国民的シンガーHåkan Hellströmとのデュエット曲である"Hela huset"が収録されている。
そして彼女の5番目のアルバムであるDen första är alltid gratisを2016年にリリース。このアルバムについて評論家は、緊張感のあるメロディーとテンポの組み合わせ、ヘビーコーラスに心を掴まれると語る。彼女はインタビューでアルバムについてこう語っている："私は喜びと悲しみのコンビネーションがとても好き。そこには憂鬱がたくさんあるけれど、なにか幸福感もある... 歌詞を書くのはいつも夜だったからダークな内容を書くことが多かったけど、その時はまだライブをたくさんやってた過程だったから、自分でも少しびっくりした"。

## 受賞
数多くのスウェーデン音楽賞を受賞。2007年にÅrets Nykomlingというその年の新人賞を受賞。2011年にはRockbjörnen, Årets kvinnliga liveartist（女性ライブ賞）とÅrets svenska låt（スウェーデン音楽賞）を受賞。さらに2012年にはスウェーデンミュージックアワードのÅrets pop（年間最優秀ポップ）, Årets kompositör（年間最優秀作曲）, Årets textförfattare（年間最優秀作詞）のカテゴリーで優勝。フランス人歌手のVianneyは"Veronica"という曲でヴェロニカ・マッジオについて歌っている。

## 作品
- Vatten och bröd (2006)
- Och vinnaren är... (2008)
- Satan i gatan (2011)
- Handen i fickan fast jag bryr mig (2013)
- Den första är alltid gratis (2016)
- Fiender är tråkigt (2019)
- Och som vanligt händer det något hemskt (2021)